# Misentea
Misentea (veraltet Mindsentiu oder Totsfânt; ungarisch Csíkmindszent oder Mindszent) ist ein Dorf in der Region Siebenbürgen in Rumänien. Es ist Teil der Gemeinde Leliceni im Kreis Harghita.

## Geschichte
Der mehrheitlich von Szeklern bewohnte Ort Misentea, wurde 1333 erstmals urkundlich erwähnt. Auf dem Dorfareal wurde ein Archäologischer Fund der Jungsteinzeit zugeordnet.
2003 wurde in Misenta mit der Errichtung einer Sporthalle begonnen und nach vier Jahren fertiggebaut und wegen eines Brands im Jahre 2012 zerstört. Im nächsten Jahr wurde die 14 Meter hohe Halle mit einem 43 Meter großen Durchmesser erneut aufgebaut.

## Bevölkerung
Die Bevölkerung in Misentea entwickelte sich wie folgt:
| 1850 | 775   | -   | 759   | 9 | 7  |
| 1920 | 1.075 | 325 | 750   | - | -  |
| 1977 | 1.093 | 21  | 1.072 | - | -  |
| 2002 | 1.011 | 5   | 994   | - | 12 |
| 2011 | 1.108 | ?   | ?     | ? | ?  |
| 2021 | 1.222 | ?   | ?     | ? | ?  |

## Sehenswürdigkeiten
- Die katholische Kirche A Tuturor Sfinților[6] laut Verzeichnis historischer Denkmäler des Ministeriums für Kultur und nationales Erbe (Ministerul Culturii și Patrimoniului Național) 1330 errichtet und im 15. und 19. Jahrhundert erneuert, steht unter Denkmalschutz.[7]

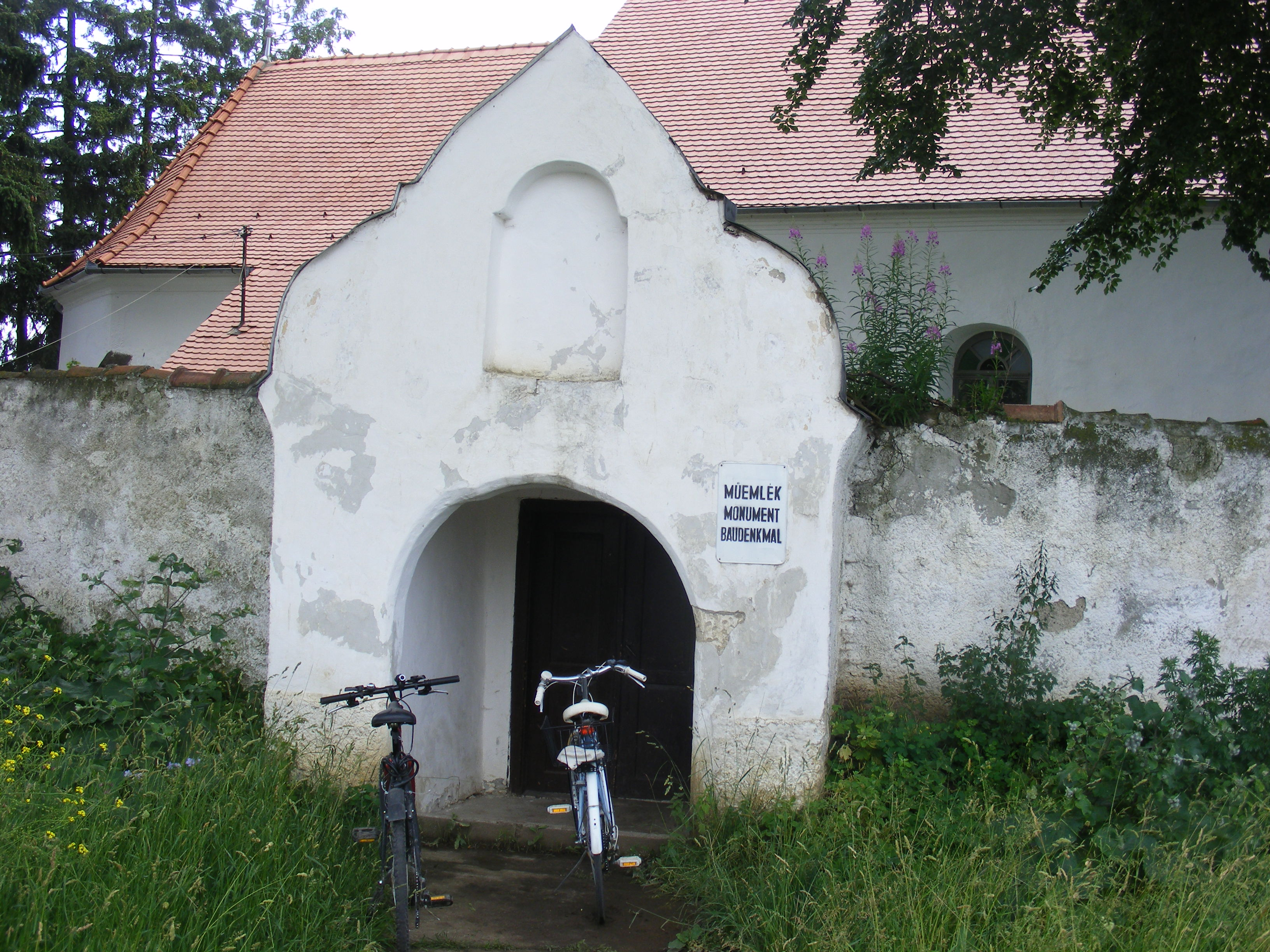
Allerheiligenkirche
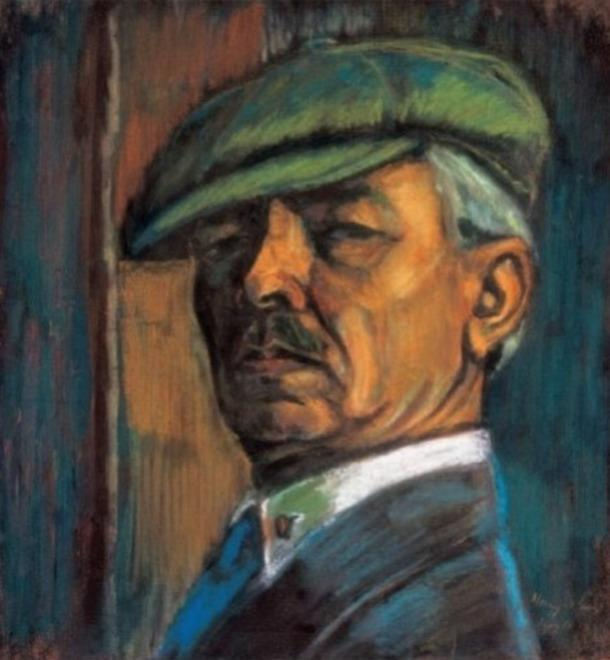
István Nagy Selbstporträt (1926)
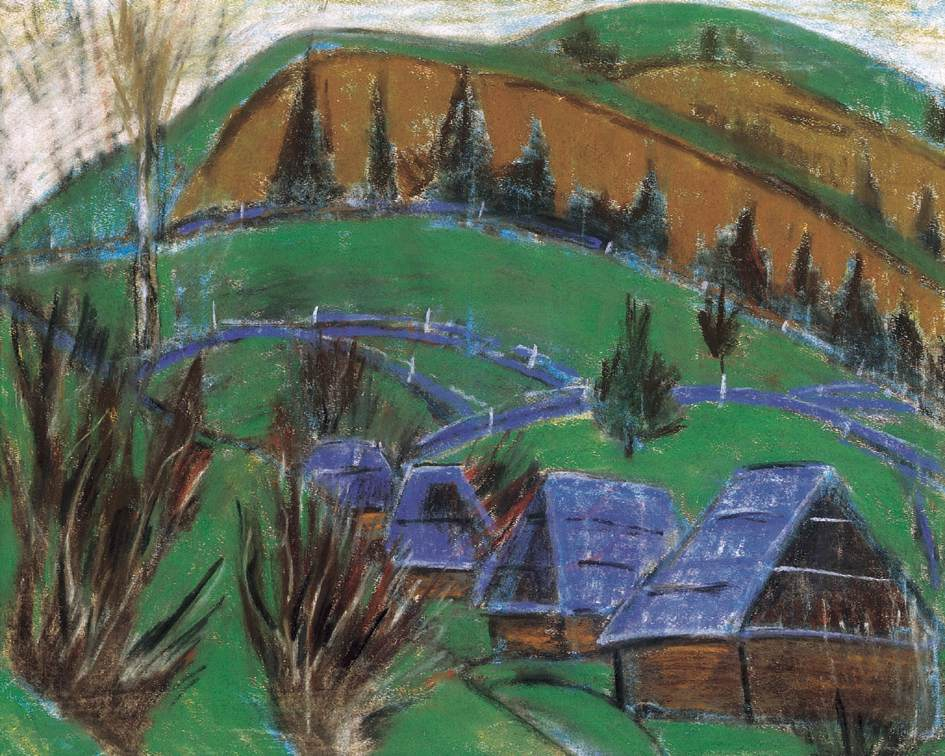
Landschaft von István Nagy

## Persönlichkeiten
- István Nagy (1873–1937), ungarischer Maler[8]